# Valkenburg aan de Geul

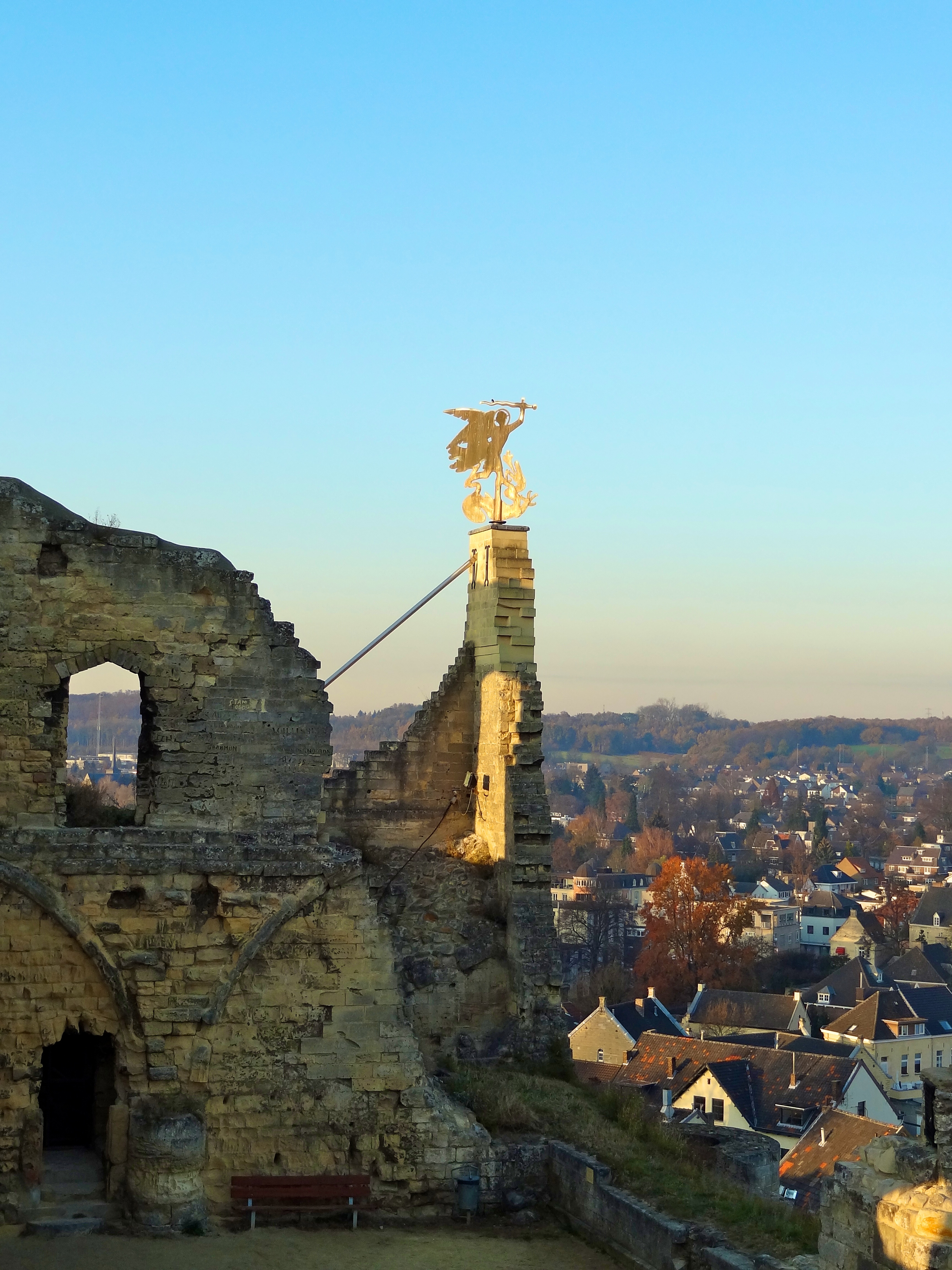
Valkenburgi várromok az óváros felett

Valkenburg aan de Geul (hollandul: [ˈvɑlkə(m)bʏr(ə)x aːn də ˈɣøːl], limburgi nyelven: Valkeberg [ˈvɑl˦əkəˌbæʀ˦əç]) település a délkelet-hollandiai Limburg tartományban. A település neve Valkenburg városára és a Geul folyóra utal, amely többé-kevésbé keletről nyugatra halad át a településen. A településnek 16 159 lakosa van (2022. január 31.), területe 3690 hektár. Valkenburg Hollandia belső turizmusának hagyományosan az egyik legnépszerűbb célpontja.

## Történelem
Valkenburg aan de Geul története a középkorig nyúlik vissza. A települést először 1041-ben említik, a Valkenburgi vár a 12. századtól a környék uralkodóinak székhelye volt. A vár a holland történelem során többször megsemmisült és újjáépült, végül 1672 decemberében a III. Vilmos vezette holland csapatok, akik megpróbálták megakadályozni, hogy XIV. Lajos seregei elfoglalják a várat, ismét lerombolták azt, melyet azután már nem építettek újjá. 
A város fontos szerepet játszott a második világháború idején, amikor a németek megszállták, majd a szövetségesek felszabadították.
A Geul folyó 2021. július 15-én megáradt, a nagy árvíz jelentős károkat okozott a hidakban és az épületekben az egész városközpontban.

## Turisztikai látványosságok
Valkenburg Hollandia egyik legnépszerűbb tradicionális turisztikai célpontja, Dél-Limburgban található. Valkenburgot a – Hollandiában ritka – dimbes-dombos "magaslati" domborzata és a márgából készült házai teszik egyedivé. A város vendégforgalmi vonzereje Hollandia belső minőségi turizmusán belül hagyományosan kiemelkedő szerepet játszik, a jómódú hollandok kedvenc üdülőhelye.  
A település altalajában gazdagon jelenlévő márga évszázadokon keresztül fontos bevételi forrást jelentett a városnak. Több egykori márgakőfejtő található a városban, melyeket a helyiek "barlangnak" neveznek, bár azok nagyrészt mesterséges módon jöttek létre. Ezekben vezetett túrákon lehet részt venni, néhányban érdekes szénrajzok és márgaszobrok találhatók. Az egyiket Pierre Cuypers tervei alapján római katakombává, egy másikat szénbányává alakították ki; télen karácsonyi vásárt tartanak a két leghíresebb, ma is látogatható barlangban a Fluweelengrotban és a Gemeentegrotban. Ezek a barlangokban rendezett karácsonyi vásárok különleges élményt nyújtanak, messze földön ismertek és rengeteg turistát vonzanak. (Föld alatti márgakitermelés napjainkra már csak a közeli sibbergi kőfejtőben folyik.) 
További látnivalók: 
- római kori emlékek;
- Valkenburg vára, amelynek csak néhány romja maradt meg;
- számos kastély, tanya és udvarház, amelyek többnyire a Geul folyó mentén találhatók;
- Oud-Valkenburg, egy kis falu a Geul mentén, festői gótikus templomegyüttessel, két kastéllyal, a Genhoes-szal és a Schaloennal, valamint több történelmi tanyával, amelyek mindegyike helyi márgából készült;
- számos vízimalom, köztük kettő az óvárosban;
- a városfalak maradványai és a két megmaradt városkapu, a Berkelpoort és Grendelpoort;
- a régi udvar: Spaans Leenhof;
- a Szent Miklós-templom, egy gótikus templom Valkenburgban, amelyet a késő középkorból származó fafaragások díszítenek;
- a közeli Houthem Sint-Gerlachban található Szent Gerlach plébániatemplom, Johann Adam Schöpf márgára festett barokk freskóival;
- Valkenburg aan de Geul vasútállomását, az 1853-ból származó állomásépületet Hollandia legrégebbi fennmaradt állomásaként tartják számon, és a holland műemlékvédelmi hivatal 1990-es Top 100-as listáján is nemzeti műemlékként szerepel.
- a 30 méter magas Wilhelmina kilátótorony (Wilhelminatoren) egy "magaslat" tetején, amelyet egy felvonó köt össze az alatta fekvő óvárossal.

## Sport
A Cauberg-hegyen található a rangos Amstel Gold Race, Triptyque Ardennaise kerékpárverseny első szakaszának célállomása.
Ötször volt helyszíne az országútikerékpár-világbajnokságnak.

## Nevezetes személyek
- Valkenburgi Beatrice (13. sz.)
- Szent Gerlach (meghalt 1170 körül), remete.
- Valkenburgi Beatrice, Richárd német király harmadik felesége (1254–1277 körül), német királynő.
- Pierre Cuypers (1827–1921) építész, néhány évet Valkenburgban töltött.
- Erich Wasmann (1859–1931) osztrák származású entomológus.A 30 m magas Wilhelmina kilátótorony, melyet felvonó köt össze az alatta fekvő Valkenburg óvárosával

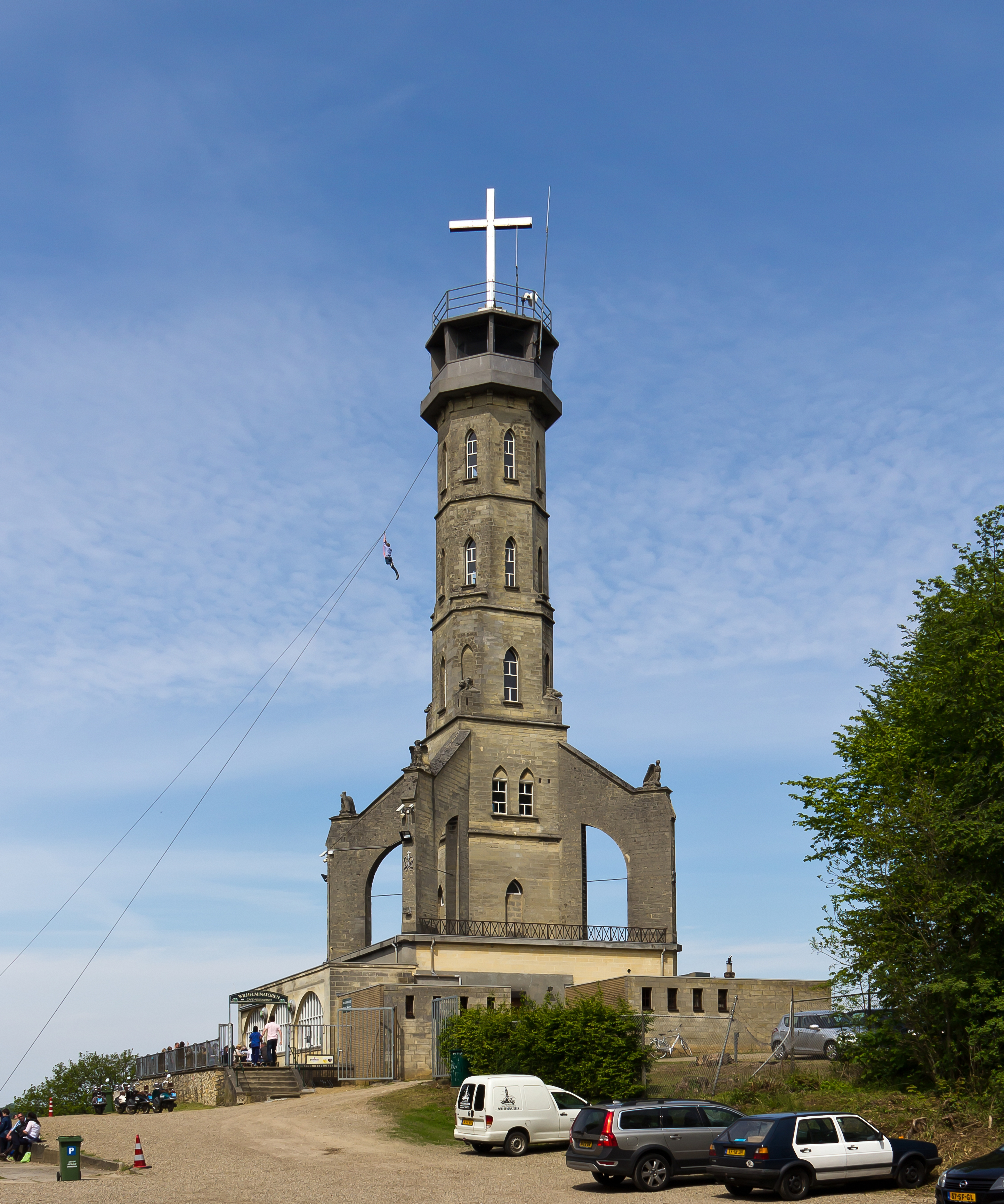
A 30 m magas Wilhelmina kilátótorony, melyet felvonó köt össze az alatta fekvő Valkenburg óvárosával

- Jan Hanlo (1912–1969) költő és író, Valkenburgban nőtt fel.
- Raymond Barion (1946 –) holland művész, festményeket és szobrokat készített.
- Gerlach Cerfontaine (1946 –) gazdasági vezető, a Schiphol Group vezérigazgatója.
- Marjon Lambriks (1949 –) szoprán.
- Rob Delahaye (1959 –) holland korábbi profi labdarúgó, 359 klubcsapatmérkőzésen szerepelt.
- Camiel Eurlings (1973 –) politikus, gazdasági vezető, a KLM vállalati igazgatója.
- Rob Ruijgh (1986 –) kerékpárversenyző.

## Jegyzetek

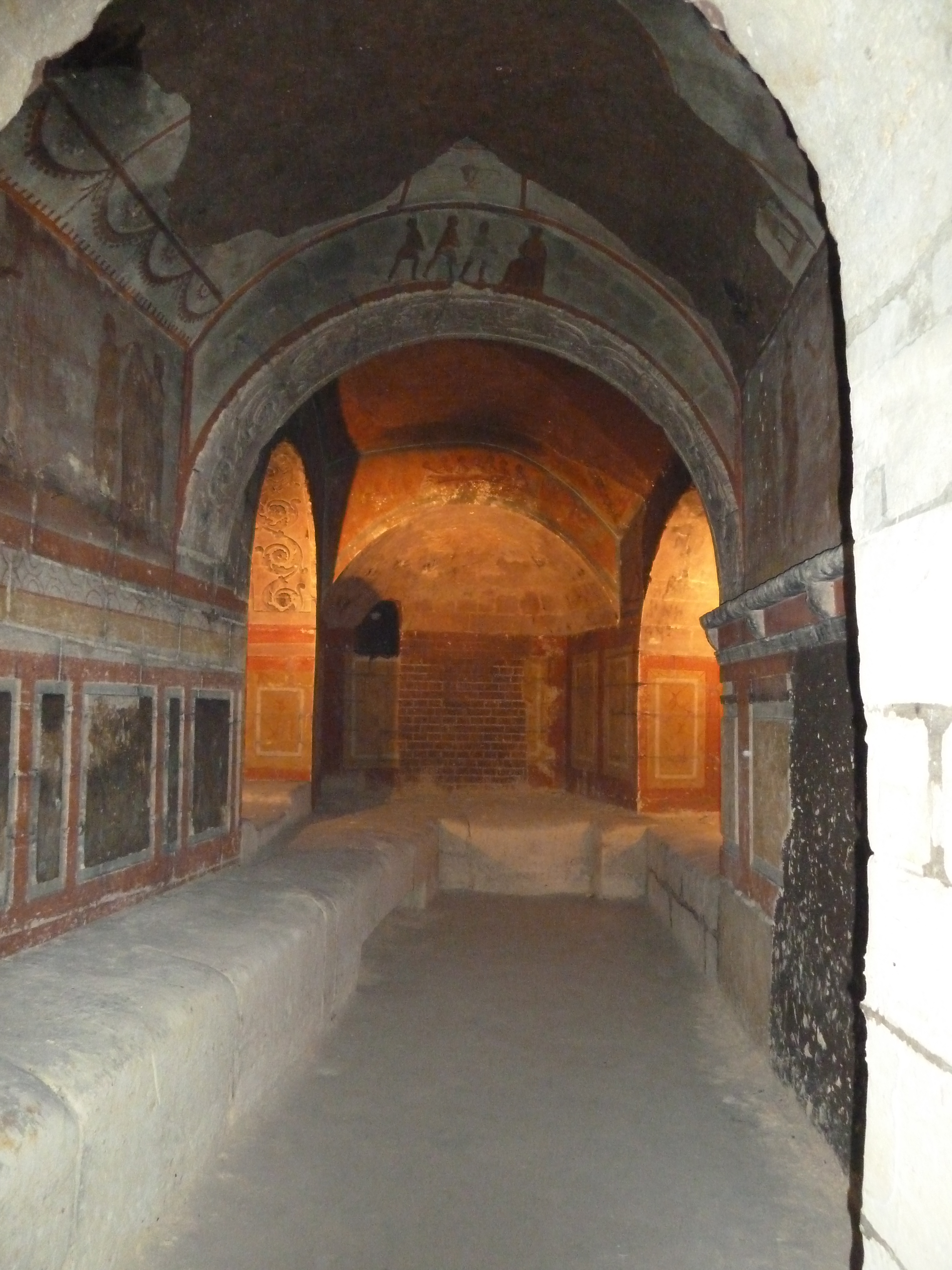
Valkenburgi római katakombák

## Kapcsolódó szócikk
- Valkenburg vasútállomás